# Carlo Zammit Lonardelli
Carlo Zammit Lonardelli (L-Iklin, 19 aprile 2001) è un calciatore maltese con cittadinanza italiana, difensore o centrocampista del Floriana e della nazionale maltese.

## Biografia
Ha origini pugliesi da parte di madre.

## Carriera

### Nazionale
Ha esordito con la nazionale maltese il 21 marzo 2024, nell'amichevole pareggiata per 2-2 contro la Slovenia.

## Statistiche

### Presenze e reti nei club
Statistiche aggiornate al 13 ottobre 2024.
| Stagione          | Squadra           | Campionato        | Campionato | Campionato | Coppe nazionali | Coppe nazionali | Coppe nazionali | Coppe continentali | Coppe continentali | Coppe continentali | Altre coppe | Altre coppe | Altre coppe | Totale | Totale |
| Stagione          | Squadra           | Comp              | Pres       | Reti       | Comp            | Pres            | Reti            | Comp               | Pres               | Reti               | Comp        | Pres        | Reti        | Pres   | Reti   |
| ----------------- | ----------------- | ----------------- | ---------- | ---------- | --------------- | --------------- | --------------- | ------------------ | ------------------ | ------------------ | ----------- | ----------- | ----------- | ------ | ------ |
| 2017-2018         | Birkirkara        | PL                | 1          | 0          | CM              | -               | -               | UEL                | -                  | -                  | -           | -           | -           | 1      | 0      |
| 2018-2019         | Birkirkara        | PL                | 1          | 0          | CM              | 0               | 0               | UEL                | 0                  | 0                  | -           | -           | -           | 1      | 0      |
| 2019-feb. 2020    | Birkirkara        | PL                | 0          | 0          | CM              | 0               | 0               | -                  | -                  | -                  | -           | -           | -           | 0      | 0      |
| Totale Birkirkara | Totale Birkirkara | Totale Birkirkara | 2          | 0          |                 | 0               | 0               |                    | 0                  | 0                  |             | -           | -           | 2      | 0      |
| 2020-feb. 2021    | Fidelis Andria    | D                 | 3          | 0          | -               | -               | -               | -                  | -                  | -                  | -           | -           | -           | 3      | 0      |
| feb.-giu. 2021    | Arzachena         | D                 | 0          | 0          | -               | -               | -               | -                  | -                  | -                  | -           | -           | -           | 0      | 0      |
| 2021-2022         | Sirens            | PL                | 26         | 2          | CM              | 1               | 0               | -                  | -                  | -                  | -           | -           | -           | 27     | 2      |
| 2022-2023         | Floriana          | PL                | 17         | 1          | CM              | 0               | 0               | UECL               | 2                  | 0                  | SM          | 1           | 0           | 20     | 1      |
| 2023-2024         | Floriana          | PL                | 24         | 1          | CM              | 5               | 0               | -                  | -                  | -                  | -           | -           | -           | 29     | 1      |
| 2024-2025         | Floriana          | PL                | 7          | 2          | CM              | 0               | 0               | UCL                | 4                  | 0                  | -           | -           | -           | 11     | 2      |
| Totale Floriana   | Totale Floriana   | Totale Floriana   | 48         | 4          |                 | 5               | 0               |                    | 6                  | 0                  |             | 1           | 0           | 60     | 4      |
| Totale carriera   | Totale carriera   | Totale carriera   | 79         | 6          |                 | 6               | 0               |                    | 6                  | 0                  |             | 1           | 0           | 92     | 6      |

### Cronologia presenze e reti in nazionale
| Cronologia completa delle presenze e delle reti in nazionale ― Malta | Cronologia completa delle presenze e delle reti in nazionale ― Malta | Cronologia completa delle presenze e delle reti in nazionale ― Malta | Cronologia completa delle presenze e delle reti in nazionale ― Malta | Cronologia completa delle presenze e delle reti in nazionale ― Malta | Cronologia completa delle presenze e delle reti in nazionale ― Malta | Cronologia completa delle presenze e delle reti in nazionale ― Malta | Cronologia completa delle presenze e delle reti in nazionale ― Malta |
| Data                                                                 | Città                                                                | In casa                                                              | Risultato                                                            | Ospiti                                                               | Competizione                                                         | Reti                                                                 | Note                                                                 |
| -------------------------------------------------------------------- | -------------------------------------------------------------------- | -------------------------------------------------------------------- | -------------------------------------------------------------------- | -------------------------------------------------------------------- | -------------------------------------------------------------------- | -------------------------------------------------------------------- | -------------------------------------------------------------------- |
| 21-3-2024                                                            | Ta' Qali                                                             | Malta                                                                | 2 – 2                                                                | Slovenia                                                             | Amichevole                                                           | -                                                                    | 81’                                                                  |
| 26-3-2024                                                            | Ta' Qali                                                             | Malta                                                                | 0 – 0                                                                | Bielorussia                                                          | Amichevole                                                           | -                                                                    | 41’ 65’                                                              |
| 7-9-2024                                                             | Chișinău                                                             | Moldavia                                                             | 2 – 0                                                                | Malta                                                                | UEFA Nations League 2024-2025 - 1º turno                             | -                                                                    | 46’                                                                  |
| 10-9-2024                                                            | Andorra la Vella                                                     | Andorra                                                              | 0 – 1                                                                | Malta                                                                | UEFA Nations League 2024-2025 - 1º turno                             | -                                                                    | 90+2’                                                                |
| 14-11-2024                                                           | Ta' Qali                                                             | Malta                                                                | 2 – 0                                                                | Liechtenstein                                                        | Amichevole                                                           | -                                                                    | 57’                                                                  |
| 24-3-2025                                                            | Varsavia                                                             | Polonia                                                              | 2 – 0                                                                | Malta                                                                | Qual. Mondiali 2026                                                  | -                                                                    | 58’                                                                  |
| Totale                                                               |                                                                      | Presenze                                                             | 6                                                                    |                                                                      | Reti                                                                 | 0                                                                    |                                                                      |